# Mezoneuron
Mezoneuron é um género botânico pertencente à família Fabaceae.

## Espécies
- Mezoneuron andamanicum Prain
- Mezoneuron angolense Welw. ex Oliv.
- Mezoneuron baudouinii Guillaumin
- Mezoneuron benthamianum Baill.
- Mezoneuron brachycarpum Benth.
- Mezoneuron cucullatum (Roxb.) Wight & Arn.
- Mezoneuron enneaphyllum (Roxb.) Wight & Arn. ex Voigt
- Mezoneuron erythrocarpum (Pedley) R. Clark & E. Gagnon
- Mezoneuron furfuraceum Prain
- Mezoneuron hildebrandtii Vatke
- Mezoneuron hymenocarpum Wight & Arn. ex Prain
- Mezoneuron kauaiense (H. Mann) Hillebr.—Uhiuhi (synonym M. kavaiense - Hawaii)
- Mezoneuron latisiliquum (Cav.) Merr.
- Mezoneuron mindorense Merr.
- Mezoneuron montrouzieri Guillaumin
- Mezoneuron nhatrangense Gagnep. (Vietnam)
- Mezoneuron nitens (F. Muell. ex Benth.) R. Clark & E. Gagnon
- Mezoneuron ouenensis (Guillaumin) R. Clark
- Mezoneuron pubescens Desf.
- Mezoneuron rubiginosum (Guillaumin) R. Clark
- Mezoneuron sinense Hemsl.
- Mezoneuron schlechteri (Harms) R. Clark
- Mezoneuron scortechinii F. Muell.
- Mezoneuron sumatranum (Roxb.) Wight & Arn.